# 苗21線
苗21線 南庄－鹿場，是位於苗栗縣南庄鄉的一條鄉道，西北起南江村南庄橋南側，東南至東河村鹿場，全長14.499公里。

## 路線說明
苗栗縣
- ：南（起點， 縣道124號岔路）→東河→ 鹿場（終點）

## 沿線景點、設施
- 向天湖
- 三角湖

## 交會重要道路
- 縣道124號